# Lophopus crystallinus
Lophopus crystallinus är en mossdjursart som först beskrevs av Peter Simon Pallas 1768.  Lophopus crystallinus ingår i släktet Lophopus och familjen Lophopodidae. Inga underarter finns listade i Catalogue of Life.